# Audren
Audren ist ein französischer Vorname bretonischen Ursprungs. Der Vorname ist keltischen Ursprunges und stammt vermutlich von den bretonischen Wörtern "aod" (Fluss), und "roen", (königlich), aber er kann sich auch aus der Zusammensetzung der Walisischen Wörter "alto" (Anhöhe, Steilküste) und der abgeleiteten Form "rigo" (König) herleiten lassen.

## Namensträger
- Audren, französischer Herrscher der Bretagne
- Audren (Schriftstellerin) (* 1972), Schriftstellerin und Sängerin
- Jean-Maur Audren de Kerdrel (1651–1725), französischer Adliger, Benediktiner und Kirchengelehrter
- Vincent Audren de Kerdrel (1815–1899), französischer Politiker
- Roger Audren de Kerdrel (1841–1929), französischer General und Politiker